# تاثیرهای اسلامی بر هنر غربی

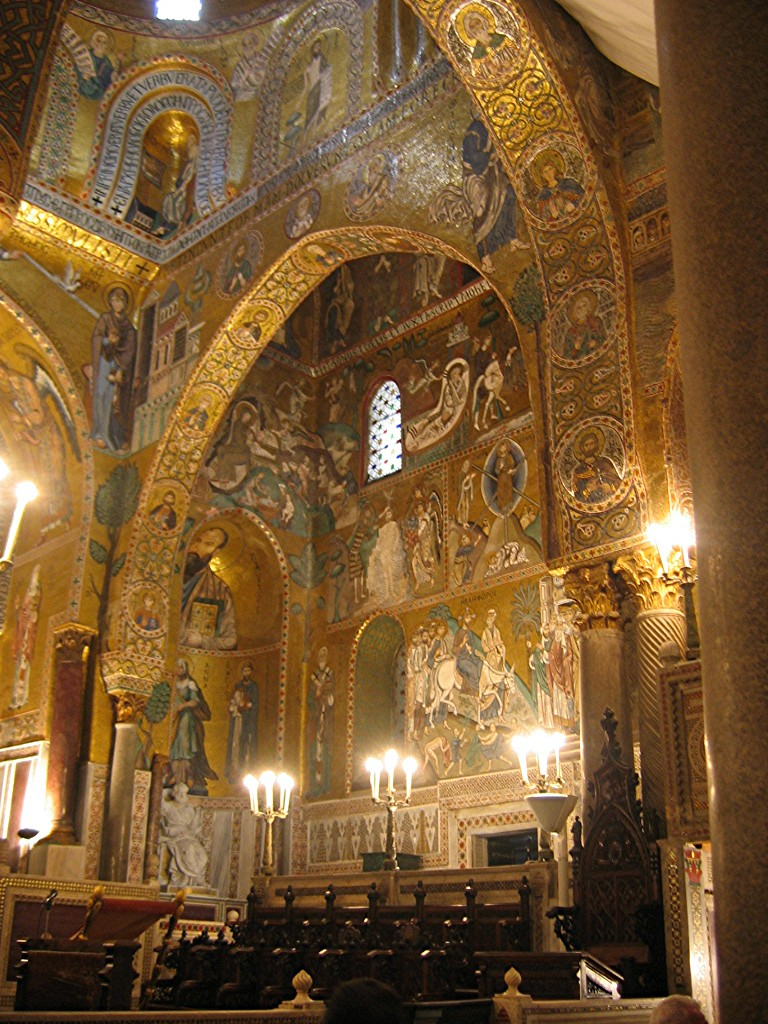
قوس اسلامی و موزائیک‌های بیزانسی در نمازخانهٔ پالاتین، سیسیل

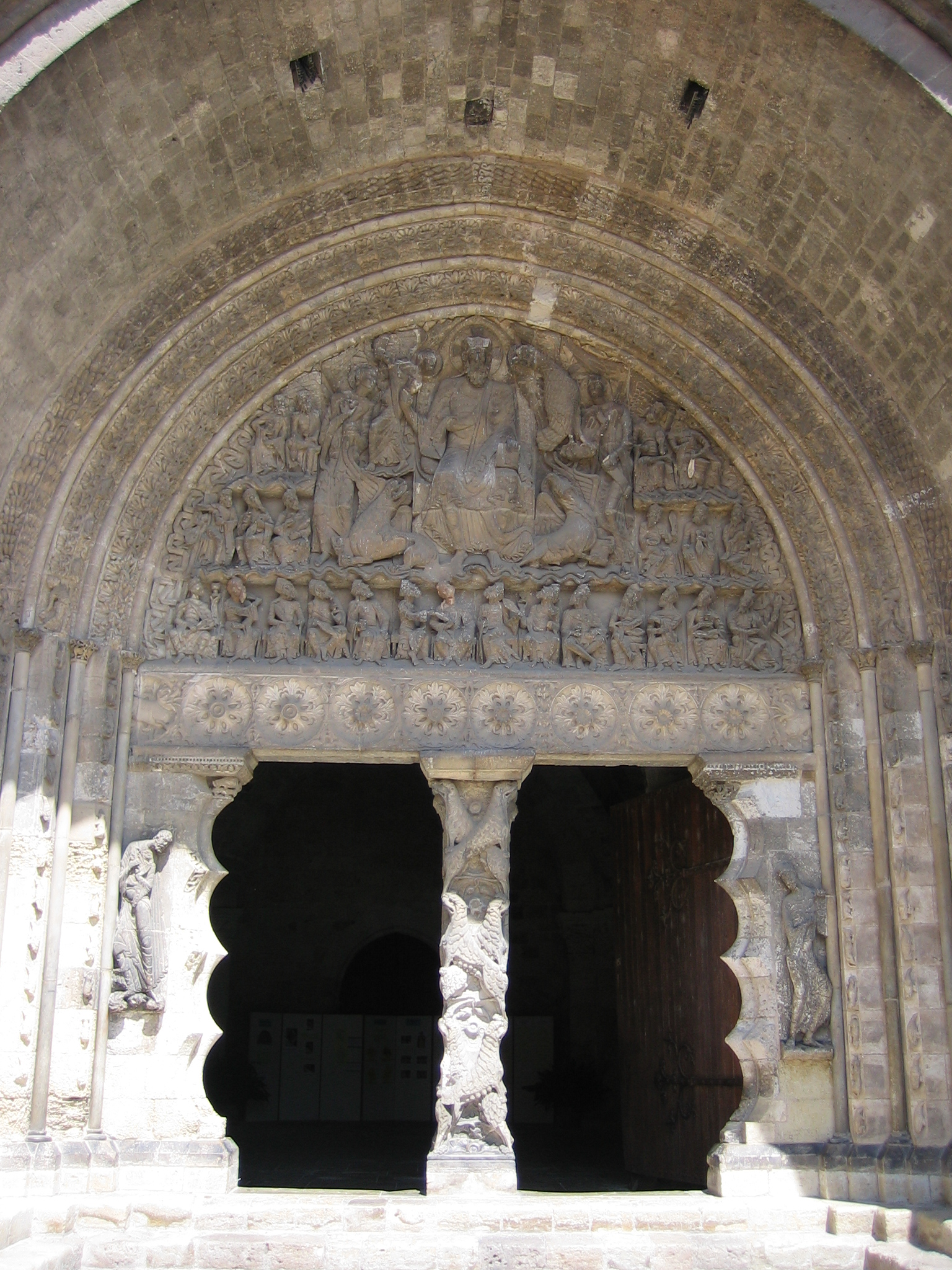

تاثیرهای اسلامی بر هنر غربی اشاره به تأثیر هنر اسلامی تولید شده در جهان اسلام از قرن ۸ تا قرن ۱۹ بر هنر مسیحی دارد. در این دوره مرز بین مسیحیت و جهان اسلام تنوع زیادی داشت در نتیجه در برخی موارد در مبادلات جمعیت و تکنیک‌ها و شیوه‌های هنر انجام گرفت. علاوه بر آن، این دو تمدن به‌طور منظم روابطی از طریق دیپلماسی و تجارت داشتند که موجب تسهیل مبادلات فرهنگی می‌شد. هنر اسلامی شامل طیف گسترده‌ای از رسانه‌ها می‌شود، از جمله خوشنویسی، نگارگری متون خطی، پارچه، سرامیک، فلزات و شیشه می‌شد و اشاره به هنر کشورهای اسلامی در شرق نزدیک، اسپانیای اسلامی و شمال آفریقا می‌شود، هر چند همیشه به هنرمندان و صنعتگران مسلماناشاره ندارد. تولید شیشه، به عنوان مثال یک تخصص یهودی در این دوره، و هنر مسیحی باقی ماند؛ همانند مصر قبطی به ویژه در دوران اولیه مسیحیت، ارتباطاتی با جهان مسیحیت داشت.